# 미국의 해외 영토
미국의 해외 영토는 미국 연방 정부가 현재 관장하거나 과거에 관장했던 행정 구역이다.

## 영구적인 유인 영토
- 괌
- 미국령 버진아일랜드
- 북마리아나 제도
- 아메리칸 사모아
- 애투섬
- 푸에르토리코

## 과거의 영토

### 비통합 영토
- 콘 제도(1914~1971)
- 라인 제도
- 파나마 운하 지대(1903~1979)
- 필리핀(1898~1946)
- 피닉스 제도
- Quita Sueño Bank(1869–1981)
- Roncador Bank(1856–1981)
- Serrana Bank
- 스완 제도(1863–1972)

### 직할 지역
- 쿠바(1899–1902, 1906–1909, 1917–1922)
- 도미니카 공화국(1916–1924, 1965–66)
- 아이티(1915–1934, 1994–1995)
- 이즈 제도, 오가사와라 제도, 미나미토리섬(1945–1968)
- 니카라과(1912–1933)
- 파나마(1989–1990)
- 오키나와를 포함한 류큐 열도(1952–1972)
- 태평양 제도 신탁통치령(1947–1986): 마샬 제도, 미크로네시아 연방, 팔라우 포함.
- 베라크루스주(1914)